# 1. Radfahrer-Vereinigung 1892 Schweinfurt
Die 1. Radfahrer-Vereinigung 1892 Schweinfurt e. V. widmet sich der Pflege des Radsports. Aktiv ist der Verein mit Jugend- und Elitespielern beim 2er-Radball vertreten, daneben gibt es eine Gruppe von Wanderfahrern.
In der erfolgreichen Geschichte des Vereins gab es verschiedene Abteilungen in den Bereichen Wanderfahren (Rad, Moped), Korsofahren, Radrennsport und Hallenradsport (Radball, Radpolo).
Mit Wirkung vom 8. April 1920 schloss sich der Radfahrer-Verein „Diana“ 1911 dem Veloclub Germania, Datum der Anmeldungsurkunde ist der 13. Juni 1892, an. Seither ist der Name des Zusammenschlusses der beiden Vereine 1. Radfahrer-Vereinigung 1892 Schweinfurt e. V.

## Das Sportjahr
Neben der obligatorischen Spielrunde nehmen die Mannschaften an Turnieren im In- und Ausland teil, wie zum Beispiel am internationalen Leopoldi Turnier der ARBÖ Sankt Pölten. Einmal im Jahr richtet der Verein selbst ein internationales Turnier aus.

2006 ging der Jugendwanderpokal, gestiftet von der Stadt Schweinfurt, endgültig an die 1. Jugendmannschaft des RV 1889 Schweinfurt. Dieses sportliche Ereignis fand im folgenden Jahr mit einem neuen Wanderpokal seine Fortsetzung.

Die Radwanderer treffen sich von April bis Oktober jeden Sonntag und bewältigen Touren, deren Distanz zwischen 30 km und 130 km beträgt. Höhepunkt ist der Besuch des Radrennens Rund um die Nürnberger Altstadt mit internationaler Beteiligung.

## Verbandszugehörigkeit
- Bund Deutscher Radfahrer
- Bayerischer Radsport-Verband
- Bayerischer Landes-Sportverband

## Persönlichkeiten

### Philipp Zimmermann
war von 1957 bis 1997 1. Vorsitzender des Vereins. Seine ehrenamtliche Tätigkeit begann allerdings schon 1951 als Jugendleiter. Für seine langjährige Tätigkeit wurde er bereits 1982 mit der Stadtplakette für besondere Verdienste um den Sport der Stadt Schweinfurt und 1997 mit dem Ehrenzeichen des bayerischen Ministerpräsidenten für Verdienste von im Ehrenamt tätigen Frauen und Männern ausgezeichnet. Ebenso erhielt er zahlreiche Ehrungen aus den Verbänden. Seit 1992 ist Philipp Zimmermann Ehrenmitglied des Vereins, seit 1997 Ehrenvorsitzender und seit 1993 Mitglied in der Bundesehrengilde (BDR).

## Vereinserfolge

### Korsofahren/Wanderfahren
- 1914 gewann der Verein im Korsofahren den ersten Preis beim Bundesfest in Augsburg.
- 1952 errangen die Wanderfahrer (Rad) in der Jahreswertung des BDR mit 10.000 km den 3. Platz.
- Beim Wanderfahren in der Mopedklasse wurde Martin Vogel 1957 und Justin Nöth 1958 Landessieger.
- 1960 und ’61 wurde Franz Rink Bundessieger in der Mopedwanderklasse
- 1963 wurden die Radwanderfahrer Bundessieger in der Klasse B.

### Radrennsport
- 1908 gewann Leopold Köhler das Rennen Marienbad-Karlsbad und somit den Kaiser Franz Josef Preis anlässlich des 60. Thronjubiläums.
- 1934 stellte das Team Fritz Schellhorn, Reinhold Wendel, Hans Heller, Karl Brunner, Christian Schmidt, Ludwig Seufert im 100 km 4er-Mannschaftsfahren auf der Strecke Nürnberg – Bamberg – Nürnberg einen neuen deutschen Rekord auf (2:27,54) und holte sich in dieser Disziplin den Titel des 2. Deutschen Meisters; wie auch 1935.
- 1938 errang Hans Heller bei der Fernfahrt München – Mailand den 2. Platz.

### Hallenradsport

#### Radball
- Die Mannschaft Endreß/Eyring wurde 1964 Bayerischer Jugendmeister und 3. Süddeutscher Meister.
- 1965 errang die Mannschaft Endreß/Eyring Erfolge: Bayerischer Meister, Süddeutscher Meister, 5. Platz bei der Deutschen Meisterschaft, Preis der Deutschen Jugend.
- 1980 gewann die Mannschaft Eyring/Neun das Bayernliga-Pokalturnier

#### Radpolo
- 1967 holte die Mannschaft Streng/Streng die Bayerische Meisterschaft und wurden 2. Deutscher Meister
- 1970 und ’71 wurden Streng/Zimmermann Bayerischer Meister, 1971 zusätzlich 2. Süddeutscher Meister.